# Кілл-Девіл-Гілс (Північна Кароліна)
Кілл-Девіл-Гілс (англ. Kill Devil Hills) — місто (англ. town) в США, в окрузі Дер штату Північна Кароліна. Населення — 7656 осіб (2020). Розташоване на Зовнішніх мілинах, бар'єрних островах Північної Кароліни недалеко від Кітті-Гока. Поселення стало містом 1953 року.

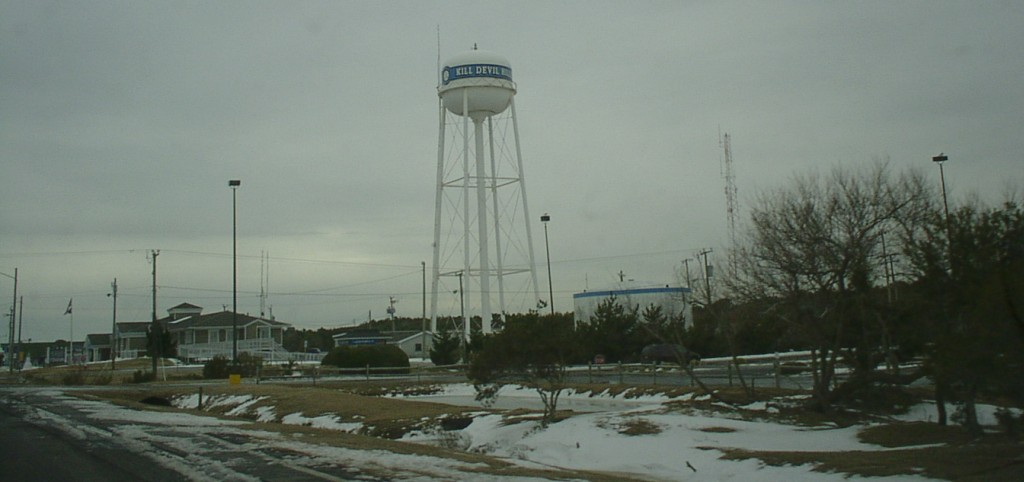
Кілл-Девіл-Гілс. Водонапірна башта

## Географія
Кілл-Девіл-Гілс розташований за координатами 36°1′3″ пн. ш. 75°40′21″ зх. д. / 36.01750° пн. ш. 75.67250° зх. д. (36.017604, -75.672377).  За даними Бюро перепису населення США в 2010 році місто мало площу 14,69 км², з яких 14,55 км² — суходіл та 0,14 км² — водойми.

### Клімат
Місто знаходиться у зоні, котра характеризується вологим субтропічним кліматом. Найтепліший місяць — липень із середньою температурою 26.5 °C (79.7 °F). Найхолодніший місяць — січень, із середньою температурою 6.7 °С (44.1 °F).
| Клімат Кілл-Девіл-Гілса | Клімат Кілл-Девіл-Гілса | Клімат Кілл-Девіл-Гілса | Клімат Кілл-Девіл-Гілса | Клімат Кілл-Девіл-Гілса | Клімат Кілл-Девіл-Гілса | Клімат Кілл-Девіл-Гілса | Клімат Кілл-Девіл-Гілса | Клімат Кілл-Девіл-Гілса | Клімат Кілл-Девіл-Гілса | Клімат Кілл-Девіл-Гілса | Клімат Кілл-Девіл-Гілса | Клімат Кілл-Девіл-Гілса | Клімат Кілл-Девіл-Гілса |
| Показник                | Січ.                    | Лют.                    | Бер.                    | Квіт.                   | Трав.                   | Черв.                   | Лип.                    | Серп.                   | Вер.                    | Жовт.                   | Лист.                   | Груд.                   | Рік                     |
| Абсолютний максимум, °C | 25                      | 27,2                    | 30,6                    | 33,9                    | 35                      | 38,3                    | 36,7                    | 37,8                    | 35,6                    | 33,9                    | 28,9                    | 27,2                    | 38,3                    |
| Середній максимум, °C   | 11,3                    | 12,1                    | 16                      | 20,8                    | 24,6                    | 28,4                    | 30,6                    | 30,1                    | 27,3                    | 22,5                    | 17,7                    | 13,4                    | 21,2                    |
| Середня температура, °C | 6,7                     | 7,2                     | 11                      | 15,6                    | 19,7                    | 24,1                    | 26,5                    | 26,1                    | 23,4                    | 18,3                    | 13,2                    | 9                       | 16,7                    |
| Середній мінімум, °C    | 2,1                     | 2,4                     | 5,9                     | 10,3                    | 14,9                    | 19,8                    | 22,3                    | 22,1                    | 19,6                    | 14                      | 8,7                     | 4,4                     | 12,2                    |
| Абсолютний мінімум, °C  | −18,9                   | −11,1                   | −9,4                    | −5                      | 1,1                     | 6,7                     | 7,2                     | 10                      | 7,8                     | 1,1                     | −3,9                    | −8,9                    | −18,9                   |
| Норма опадів, мм        | 110                     | 84                      | 110                     | 81                      | 108                     | 118                     | 136                     | 148                     | 123                     | 94                      | 90                      | 92                      | 1296                    |
| Днів з опадами          | 10                      | 9                       | 10                      | 8                       | 9                       | 8                       | 10                      | 10                      | 7                       | 7                       | 8                       | 9                       | 104                     |
| Днів зі снігом          | 0,2                     | 0,2                     | 0                       | 0                       | 0                       | 0                       | 0                       | 0                       | 0                       | 0                       | 0                       | 0,1                     | 0,5                     |
| ----------------------- | ----------------------- | ----------------------- | ----------------------- | ----------------------- | ----------------------- | ----------------------- | ----------------------- | ----------------------- | ----------------------- | ----------------------- | ----------------------- | ----------------------- | ----------------------- |
| Джерело: Weatherbase    |                         |                         |                         |                         |                         |                         |                         |                         |                         |                         |                         |                         |                         |

## Демографія
Згідно з переписом 2010 року, у місті мешкали 6683 особи в 2813 домогосподарствах у складі 1603 родин. Густота населення становила 455 осіб/км².  Було 6617 помешкань (450/км²).
Расовий склад населення:
| - 89,8 % — білих - 1,4 % — азіатів - 1,2 % — чорних або афроамериканців - 0,5 % — корінних американців - 0,1 % — вихідців з тихоокеанських островів - 4,9 % — осіб інших рас |

До двох чи більше рас належало 2,1 %. Частка іспаномовних становила 9,1 % від усіх жителів.
За віковим діапазоном населення розподілялося таким чином: 20,4 % — особи молодші 18 років, 70,2 % — особи у віці 18—64 років, 9,4 % — особи у віці 65 років та старші. Медіана віку мешканця становила 37,8 року. На 100 осіб жіночої статі у місті припадало 106,6 чоловіків;  на 100 жінок у віці від 18 років та старших — 108,5 чоловіків також старших 18 років.
Середній дохід на одне домашнє господарство  становив 60 582 долари США (медіана — 51 101), а середній дохід на одну сім'ю — 71 807 доларів (медіана — 58 981). Медіана доходів становила 40 804 долари для чоловіків та 35 872 долари для жінок. За межею бідності перебувало 11,2 % осіб, у тому числі 9,5 % дітей у віці до 18 років та 2,5 % осіб у віці 65 років та старших.
Цивільне працевлаштоване населення становило 4055 осіб. Основні галузі зайнятості: мистецтво, розваги та відпочинок — 25,0 %, освіта, охорона здоров'я та соціальна допомога — 11,5 %, роздрібна торгівля — 11,3 %.

## Дивись
- Національний меморіал братів Райт